# 지족동로
지족동로(Jijokdong-ro)는 대전광역시 유성구 지족동 덕산삼거리 에서 반석동 통미삼거리 를 잇는 도로이다.

## 주요 경유지
대전광역시
- 유성구 (지족동 . 반석동)

## 노선
| 이름         | 접속 노선 | 소재지     | 소재지 | 비고 |
| ------------ | --------- | ---------- | ------ | ---- |
| 덕산삼거리   | 지족로    | 대전광역시 | 유성구 |      |
| (생태터널)   |           | 대전광역시 | 유성구 |      |
| 고래들네거리 | 지족로    | 대전광역시 | 유성구 |      |
| 지족3교      |           | 대전광역시 | 유성구 |      |
| 통미삼거리   | 반석로    | 대전광역시 | 유성구 |      |

## 주요 건물 및 시설
- 대전새미래중학교 (지족동로 55/지족동 1045)
- CU 대전노은해랑점 (지족동로 123/지족동 1031)
- 노은3동행정복지센터 (지족동로 145/지족동 1024-2)
- CU 대전지족타운점 (지족동로 152/지족동 1025-1)
- 농협 지족동지점 (지족동로 160/지족동 601)